# NS-Baureihe 3700
Die NS-Baureihe 3700 war eine Schnellzug-Schlepptenderlokomotivreihe der Niederländischen Eisenbahnen (NS). Die 120 Exemplare der Baureihe wurden in den Jahren 1910 bis 1928 von verschiedenen Herstellern aus Großbritannien, den Niederlanden und Deutschland erbaut. 1958 wurden die letzten Exemplare aus dem Betrieb genommen, die bis heute erhaltene Lokomotive 3737 führte am 7. Januar 1958 den letzten offiziellen dampfbespannten Zug der NS. 

## Geschichte
Wie bei fast allen europäischen Eisenbahnen nahm nach der Wende zum 20. Jahrhundert bei einer der beiden Vorgängergesellschaften der 1917 gegründeten NS, den Staatsspoorwegen (SS), das Zuggewicht der Schnellzüge durch die steigende Nachfrage und den Einsatz von schweren Drehgestellwagen erheblich zu, vor allem im internationalen Verkehr zum deutschen Grenzbahnhof Emmerich. Die bislang eingesetzten Lokomotiven der Achsfolge 2'B reichten nicht mehr aus, es waren stärkere Lokomotiven nötig. Ein Versuch mit einer Atlantic scheiterte an Konstruktionsmängeln, lediglich fünf Lokomotiven der späteren NS-Baureihe 2000 wurden als SS 995–999 gebaut und bis 1930 wieder ausgemustert. Bei Beyer-Peacock in Manchester gab die SS daher die Lieferung einer stärkeren Schnellzuglokomotive mit der Achsfolge 2'C und Vierlingsantrieb in Auftrag. 1910 lieferte Beyer-Peacock die ersten sechs Exemplare aus, bis 1914 folgten weitere 30 Lokomotiven aus Manchester. Ab 1911 lieferte auch der einheimische Hersteller Werkspoor Lokomotiven dieser Baureihe, bis 1921 insgesamt 48 Stück. Nach Ende des Ersten Weltkriegs boten deutsche Hersteller günstige Konditionen, in den Jahren 1920 und 1921 lieferten Henschel und Hanomag weitere 10 bzw. 15 Maschinen. Eine letzte Nachlieferung von fünf Stück kam 1928 von Schwartzkopff. Ursprünglich wurden die Lokomotiven von der SS als Reihe 700 bezeichnet, die Nummerierung begann aber ohne Zusammenhang mit dem Baujahr bereits bei 685 und wies Lücken auf. Ab 1921 erhielten alle Lokomotiven die neue NS-Nummernreihe 3700 und erhielten orientiert an ihren Beschaffungsjahren neue Ordnungsnummern. 

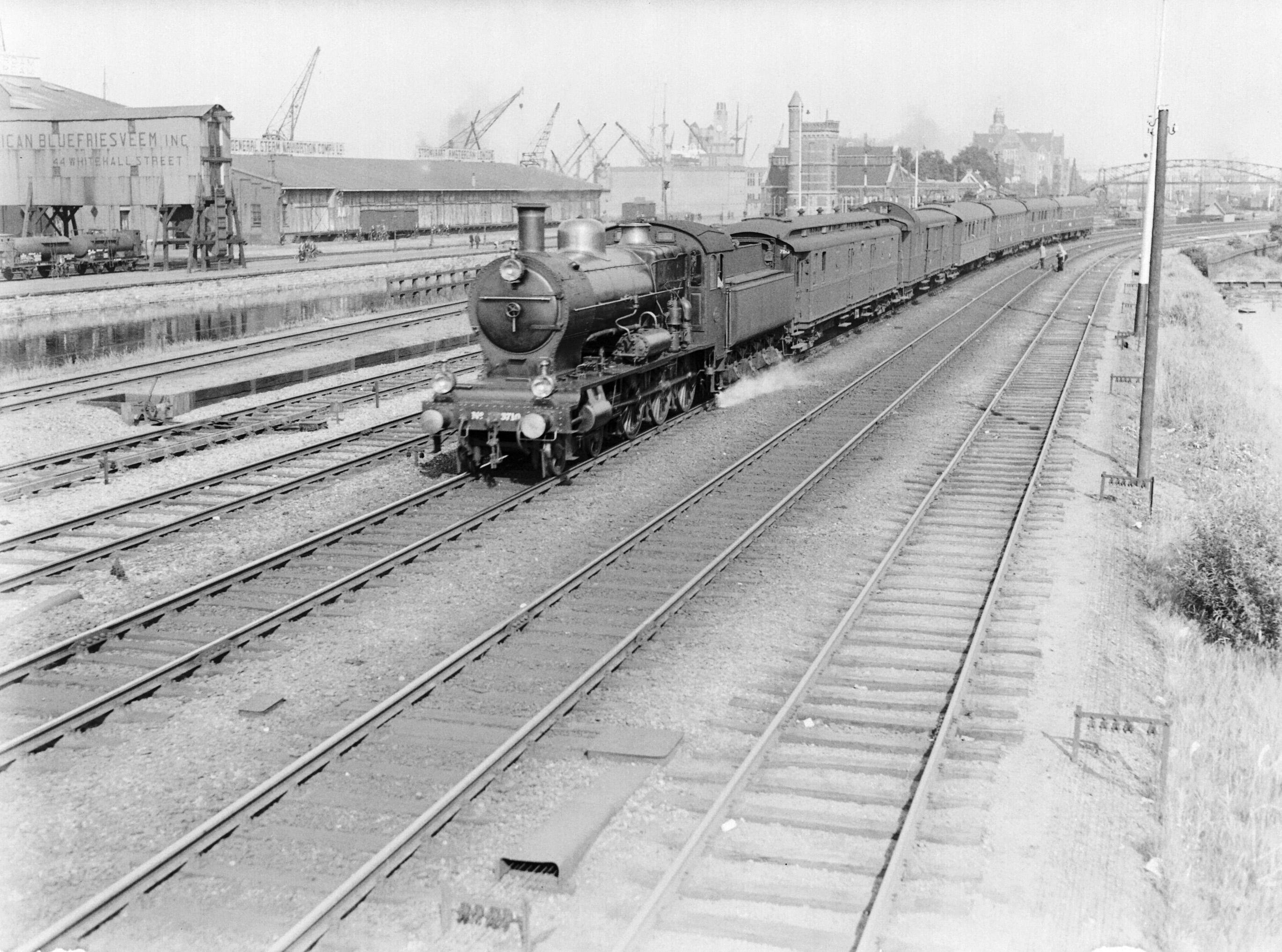
Lokomotive 3710 mit einem Schnellzug in Amsterdam im Jahr 1933

Bald nach ihrer Auslieferung übernahm die Reihe 3700 die wichtigsten Schnellzugleistungen der SS, nachdem sie bei Probefahrten bewiesen hatte, dass sie einen 400-Tonnen-Schnellzug mit konstant 90 km/h über längere Strecken befördern konnte. Sie entsprach damit voll den an sie gestellten Anforderungen. Von den Lokomotivführern erhielt die 3700 bald den Spitznamen „Jumbo“, da sie mehr als doppelt so schwere Züge wie ihre Vorgänger befördern konnten und zum Zeitpunkt ihrer Beschaffung die mächtigsten Schnellzuglokomotiven in den Niederlanden waren. Lediglich an die etwas stärkeren Lokomotiven der NS-Baureihe 3900 mussten sie ab deren Lieferjahr 1929 einige Leistungen abgeben. 1939 waren die Lokomotiven fast im ganzen Netz der NS zu finden, die meisten Exemplare in den Bahnbetriebswerken Amsterdam (18 Stück), Zwolle (13 Stück) und Roosendaal (10 Stück). Sie bespannten fast alle wichtigen nationalen und internationalen Schnell- und Eilzugleistungen, darunter auch Züge wie den Pullman-Express „Edelweiss“. Trotz des relativ großen Treibradsatzdurchmessers von 1850 mm wurden sie auch im Güterverkehr verwendet. 
Die NS gehörte zu den europäischen Bahnverwaltungen, die relativ früh auf die neuen Traktionsformen setzten und in der Zwischenkriegszeit insbesondere den Einsatz von elektrischen und Dieseltriebzügen forcierten. Die 1934 für schnelle Städteverbindungen im Taktfahrplan in Dienst gestellten Dieseltriebzüge (Materieel ’34) wiesen allerdings zunächst erhebliche technische Probleme auf, die Reihe 3700 musste hier in den ursprünglich für die Triebzüge gedachten Fahrzeiten Ersatzleistungen erbringen, spöttisch als „Stoomdiesel“ (Dampfdiesel) bezeichnet.
Nach Besetzung der Niederlande im Westfeldzug durch die deutsche Wehrmacht mussten die NS umfangreich Lokomotiven an die Deutsche Reichsbahn abgeben. Ab 1942 waren beispielsweise fünf Lokomotiven der Reihe 3700 formell an die DR vermietet und wurden nahe ihrer Heimat von den Bahnbetriebswerken in Gronau und Rheine eingesetzt. Weitere Lokomotiven wurden schließlich ebenfalls ins Reichsgebiet abgefahren, so dass die NS bei Kriegsende lediglich noch 28 betriebsfähige Lokomotiven der Reihe 3700 besaßen. 68 Stück waren vermisst, 14 befanden sich mit größeren Schäden in Ausbesserungswerken. Die in den westlichen Besatzungszonen aufgefundenen Lokomotiven erhielt die NS zurück, lediglich 13 weiter östlich aufgefundene Lokomotiven kamen nicht mehr zurück in den Bestand. Weitere sieben Lokomotiven wurden aufgrund zu großer Kriegsschäden ausgemustert, so dass die NS schließlich 1950 über 100 Stück verfügte. Die 13 auf dem Gebiet der Sowjetischen Besatzungszone verbliebenen Lokomotiven waren überwiegend auf der Insel Rügen abgestellt worden. Zehn davon beschlagnahmte die Rote Armee und fuhr sie in die Sowjetunion ab. Die Mehrzahl wurde als stationäre Dampferzeuger bei Industriebetrieben eingesetzt, vier Exemplare bespannten noch bis 1951, dem Jahr, in dem die Rückumspurung im Baltikum auf die russische Breitspur abgeschlossen wurde, Züge auf der Strecke zwischen Radviliškis im nördlichen Litauen und Grīva bei Daugavpils.
Die durch den Krieg unterbrochene Elektrifizierung des niederländischen Eisenbahnnetzes setzte die NS nach dem Krieg beschleunigt fort und bereits Anfang der 1950er Jahre waren die wichtigen Verbindungen von der Randstad nach Roosendaal und weiter nach Belgien wie auch nach Maastricht und Enschede elektrisch durchgehend befahrbar. Lediglich auf den Strecken nach Leeuwarden und Groningen blieb der Reihe 3700 der Schnellzugdienst noch einige Jahre erhalten, gemeinsam mit der Reihe 3900 und kurzzeitig der neu nach dem Krieg gelieferten NS-Baureihe 4000. Die im Schnellzugverkehr nicht mehr nötigen Lokomotiven wurden vor Personenzügen zwischen Amsterdam und Enkhuizen oder zwischen Nijmegen und Dordrecht eingesetzt, oft aber auch im Güterverkehr oder für Sonderleistungen. 

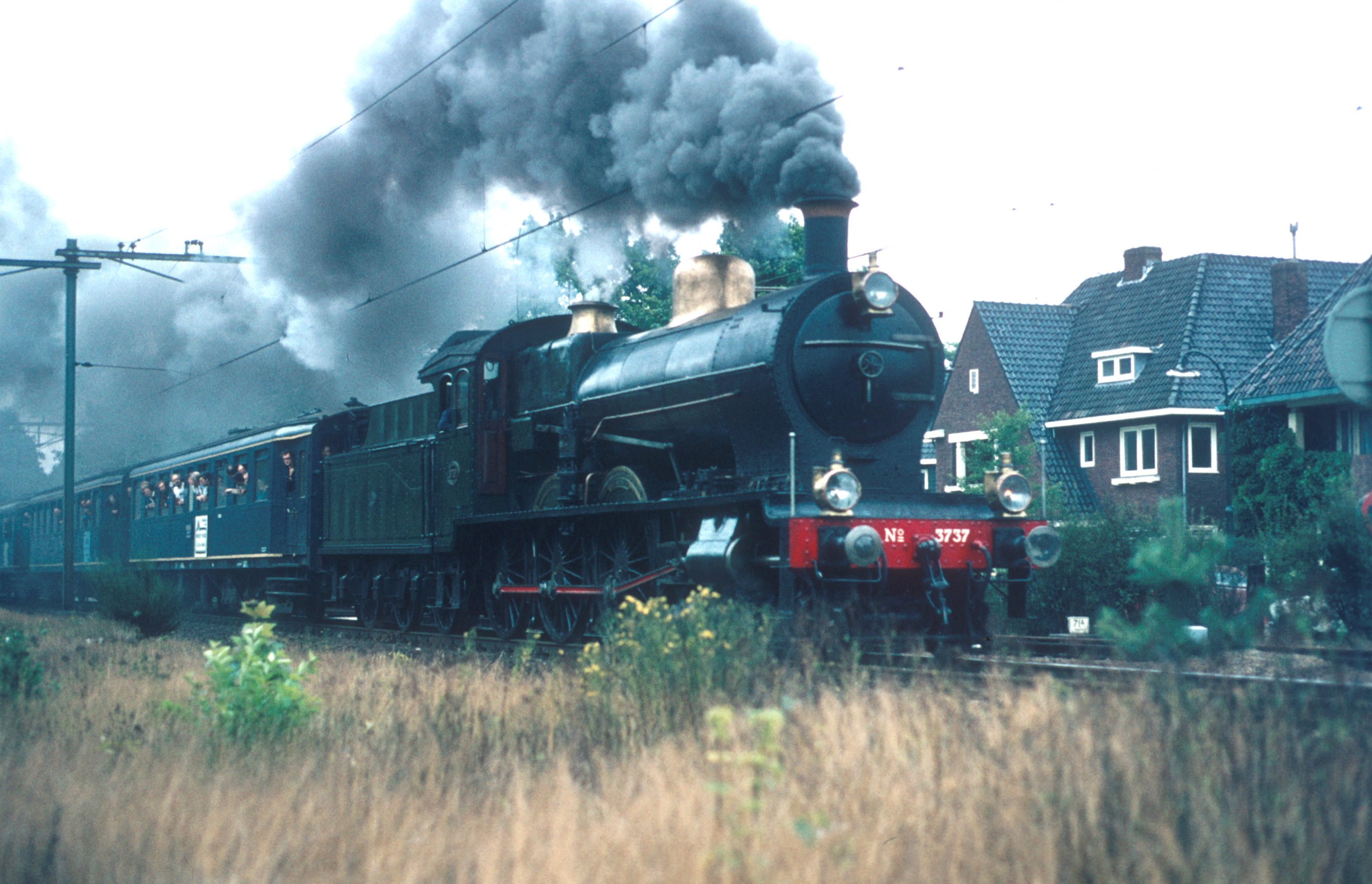
Die 3737 im Jahr 1974 vor einem Sonderzug zwischen Amersfoort und Tilburg

Letzter Einsatzort im Personenverkehr war Nijmegen, wo die Reihe 3700 bis Juni 1957 Züge bis zum deutschen Grenzbahnhof Kranenburg führte. Im Güterverkehr verblieben den letzten Lokomotiven in Rotterdam und Roosendaal noch einige Leistungen, bis das Bahnbetriebswerk Roosendaal im Dezember 1957 die letzten Lokomotiven aus dem Plandienst nahm. Die Lokomotive 3737 führte schließlich am 7. Januar 1958 den offiziell letzten dampfbespannten Zug der NS von Geldermalsen nach Utrecht. Sie blieb als einzige Lokomotive dieser Reihe erhalten und wurde ins Niederländische Eisenbahnmuseum in Utrecht überführt. 
Seit den 1970er Jahren war die Lokomotive 3737 wieder betriebsfähig, unterbrochen durch teilweise längere Pausen. Sie wurde weitgehend in den Zustand der Zeit vor dem Zweiten Weltkrieg zurückversetzt. Vor allem beim 150-jährigen Eisenbahnjubiläum der Niederlande 1989 spielte sie als eine der wenigen erhaltenen fahrfähigen Dampflokomotiven der NS eine wichtige Rolle. 1996 erhielt sie einen neuen Kessel und eine neue Feuerbüchse. Sie steht seit einigen Jahren als stationäres Ausstellungsstück in Utrecht, nachdem 2008 aufgrund zu hoher Kosten von einer erneuten betriebsfähigen Aufarbeitung abgesehen wurde.

## Technik
Beyer-Peacock führte die Baureihe als Vierling aus, alle vier Zylinder wurden also – anders als bei Vierzylinder-Verbunddampflokomotiven wie der Bayerischen S 3/6 – mit Frischdampf versorgt. Alle Zylinder trieben die erste Kuppelachse an. Als Steuerung wurden innenliegende Walschaerts-Steuerungen verwendet, wobei jeweils über Zwischenwellen von den innenliegenden Steuerungen auch die Außenzylinder gesteuert wurden. Dieses Triebwerk bewirkte sehr gute und ruhige Laufeigenschaften, sorgte jedoch für einen relativ hohen Kohleverbrauch. Ein ähnliches Triebwerk besaß beispielsweise auch die Preußische S 10, jedoch nicht mit innenliegender Steuerung. 
Der Kessel besitzt eine Belpaire-Feuerbüchse und lediglich einen einfachen Dampfdom, der eine kupferne Verkleidung besitzt. Das Sicherheitsventil besitzt eine Verkleidung aus Messing. Diese auffälligen glänzenden Verkleidungen wurden bis zum Zweiten Weltkrieg beibehalten und dann überstrichen. Bei der Museumslok 3737 wurde der Vorkriegszustand wieder hergestellt.
Ausgestattet wurden die meisten Lokomotiven mit dreiachsigen Tendern, wobei die ältesten 20 Lokomotiven 1923 größere, vierachsige Tender erhielten, die die letzte Schwartzkopff-Serie bereits ab Werk erhielt. Diese letzte Serie besaß zudem etwas größere Zylinder mit 420 mm Durchmesser, die sich aber nicht bewährten und nach wenigen Jahren durch Zylinder der Normalgröße ersetzt wurden. Bei diesem Umbau wurden jeweils ein Innen- und ein Außenzylinder in gemeinsamen Gussstücken vereint. Ursprünglich waren die beiden Innenzylinder in einem Gussstück ausgeführt worden und die Außenzylinder jeweils separat. Auch die meisten übrigen Maschinen erhielten die neuen Zylinder, mit den auch die Dampfführung verbessert werden konnte. Bis 1951 wurden 91 Maschinen entsprechend umgebaut.

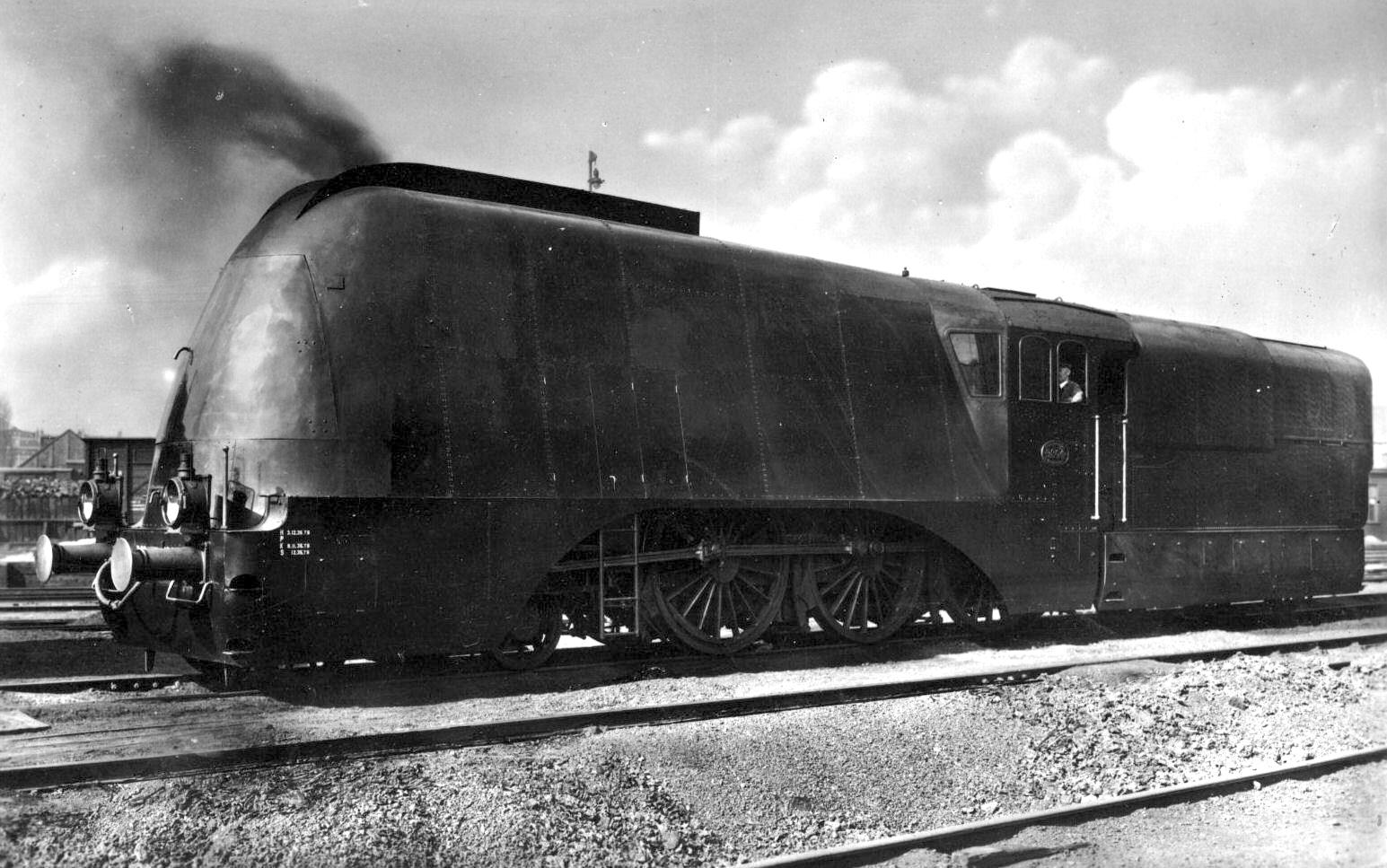
Lokomotive 3804 mit Stromlinienverkleidung (etwa 1936), aufgrund ihres Äußeren erhielten die so umgebauten Lokomotiven den Spitznamen „Potvis“ (Pottwal)

Zwei der 1920 bei Werkspoor hergestellten Lokomotiven wurden ab Werk für Kohlenstaubfeuerung ausgelegt, was sich aber nicht bewährte. Lediglich eine der beiden Lokomotiven wurde für umfangreiche Probefahrten verwendet, die andere aufgrund der schlechten Erfahrungen wahrscheinlich nie als Kohlenstaublok eingesetzt. 
In den 1930er Jahren folgte die NS dem Trend vieler Bahnen in Europa und Amerika zur Stromlinie. Sechs Lokomotiven, die Nummern 3800 bis 3805, wurden in den Jahren von 1936 bis 1938 mit einer Verkleidung als Stromlinienlokomotiven umgerüstet. Dies erforderte aufgrund von Platzproblemen den Ersatz der bisherigen Vorwärmeranlage mit Speisepumpe durch Abdampfinjektoren. Die Stromlinienverkleidung bewährte sich jedoch nicht, aufgrund der unveränderten Höchstgeschwindigkeit von 110 km/h war keine nennenswerte Einsparung von Kohle möglich, auch wenn die NS ab 1935 mit den Bolkoprijtuigen ihre ersten stromlinienförmigen Schnellzugwagen beschaffte. Auch beschwerte sich das Personal im Sommer über die Hitzeentwicklung im Führerstand. 
Während des Zweiten Weltkriegs verloren die Lokomotiven ihre blanken Kupfer- und Messingverkleidungen, die entweder zur Buntmetallsammlung herangezogen oder aus Tarnungsgründen übermalt wurden. Die Stromlinienverkleidungen der sechs umgerüsteten Lokomotiven verschwanden ebenfalls während des Krieges. Lediglich die Abdampfinjektoren bewährten sich und wurden bei weiteren Lokomotiven der Reihe 3700 nachgerüstet. Einige Lokomotiven erhielten stattdessen Pumpen ehemaliger britischer Kriegslokomotiven (Typ „Austerity“), die nach dem Krieg an die NS übergeben worden waren. Auch deren Tender kamen bei vielen 3700ern zum Einsatz. Diese diversen Umbauten führten dazu, dass die Reihe 3700 in ihren letzten Einsatzjahren äußerlich teilweise ein recht unterschiedliches Bild bot.